# زن بدون صورت
زن بدون صورت (سوئدی: Kvinna utan ansikte) نام فیلمی در ژانر درام است که در سال ۱۹۴۷ منتشر شد. از بازیگران آن می‌توان به گون ولگرن اشاره کرد.